# أمينو عمر
امينو عمر (بالإنجليزية: Aminu Umar) (6 مارس 1995 نيجيريا - ) هو لاعب كرة قدم نيجيري، شارك في كرة القدم في الألعاب الأولمبية الصيفية 2016.

## وصلات خارجية
أمينو عمر على موقع الاتحاد الدولي (مؤرشف)  (الإنجليزية)
- أمينو عمر على موقع اتحاد تركيا (لاعب) (الإنجليزية)
- أمينو عمر على موقع قاعدة بيانات كرة القدم.إي يو (الإنجليزية)
- أمينو عمر على موقع ناشيونال فوتبول تيمز (الإنجليزية)
- أمينو عمر على موقع Soccerway.com (الإنجليزية)
- أمينو عمر على موقع عالم كرة القدم.نت (الإنجليزية)
- أمينو عمر على موقع أوليمبيديا (الإنجليزية)
- أمينو عمر على موقع AS.com (الإسبانية)